# Brunfelsia chocoensis
Brunfelsia chocoensis ist eine Art aus der Sektion Guianenses der Gattung Brunfelsia. Sie kommt endemisch im kolumbianischen Departamento del Chocó vor.

## Beschreibung

### Vegetative Merkmale
Brunfelsia chocoensis ist ein bis 2 m hoher Strauch, dessen spärlich ausgebildete Äste einen drehrunden Querschnitt haben, grau bis graubraun sind und an den Knoten etwas höckerig erscheinen. Die Zweige haben einen Durchmesser von 3 mm, sie sind unbehaart, glänzend und hell grau-braun.
Die Pflanzen besitzen nur verhältnismäßig wenig Laubblätter, die in Gruppen an den Enden der Zweige an 10 bis 15 mm langen, kräftigen, braunen Blattstielen stehen. Die Blattspreiten sind 18 bis 28 cm lang und 9 bis 11 cm breit, elliptisch bis länglich, an der Spitze plötzlich bis lang zugespitzt und etwas sichelförmig, die Basis ist abgestumpft. Die membranartigen Blätter sind unbehaart, matt, auf der Oberseite dunkelgrün, auf der Unterseite hellgrün gefärbt. Von der Mittelrippe gehen je Seite sechs bis sieben Nebenadern aus.

### Blütenstände und Blüten
Die beinahe aufsitzenden Blütenstände stehen entweder endständig und bestehen aus nur einer Blüte oder achselständig, dann mit einer bis drei Blüten. Die Blüten selbst sind duftend und werden von 2 bis 4 mm langen, laubblattartigen Tragblättern gestützt, die eiförmig bis eiförmig-lanzettlich, konkav und am Rand fein bewimpert sind. Sie stehen an 5 bis 6 mm langen, aufrecht stehenden, schlanken und unbehaarten Blütenstielen. 
Der Kelch ist 8 bis 12 mm lang und misst 3 bis 6 mm im Durchmesser. In der Knospe ist er zunächst kugelförmig, später röhrenförmig-glockenförmig. Die Kelchblätter sind unbehaart, fest membranartig, die netzartigen Adern sind hervortretend. Die Kelchzähne haben eine Länge von 2 bis 4 mm, sie sind aufrecht stehend, eiförmig, abgestumpft bis zugespitzt. Zur Blütezeit hat der Kelch eine Länge von etwa 13 mm, er bleibt an der Frucht bestehen und ist mit Korkwarzen gepunktet.
Die weiße Krone besteht aus fünf verwachsenen Kronblättern. Die Kronröhre hat eine Länge von 22 bis 27 mm und einen Durchmesser von 2 bis 2,5 mm, am Übergang zum Kronsaum misst sie 5 mm. Der Kronsaum selbst hat einen Durchmesser von 22 bis 25 mm. Die Kronlappen sind 8 bis 10 mm lang, nahezu gleich geformt, an der Spitze abgerundet, am Rand nur selten ausgebuchtet und oberhalb der Basis leicht überlappend.
Die vier Staubblätter setzen im oberen Drittel der Kronröhre an, die etwas abgeflachten Staubfäden sind etwa 5 mm lang. Die Staubfäden der beiden unten liegenden Staubblätter sind an der Spitze nach oben gebogen, die beiden oben liegenden Staubfäden sind nahezu gerade. Die hellbraunen Staubbeutel sind etwa 2 mm lang und kugel- bis nierenförmig.
Der eiförmige Fruchtknoten ist 2,5 mm hoch, der schlanke Botanik hat eine Länge von 10 bis 20 mm. Die Narbe ist 1,5 mm lang, zweilappig und leicht auseinanderklappend, der obere Lappen ist etwas größer.

### Früchte und Samen
Die Früchte sind 2 bis 3 mm lang und haben ebenfalls einen Durchmesser von 2 bis 3 mm. Sie sind kugel- bis eiförmig, glatt, bei Reife gelb. Sie besitzen ein weiches, fleischiges Mesokarp, welches bis zu 1,5 mm dick ist, das Endokarp ist dünn und knorpelig.
Die Früchte enthalten nur zwei bis fünf Samen, diese sind 8 bis 10 mm lang und 6 bis 7 mm im Durchmesser. Sie sind eiförmig-elliptisch, gewinkelt, dunkelbraun und netzartig gekörnt. Das nicht gebogene Embryo hat eine Länge von etwa 8 mm, die Keimblätter sind 3,5 mm lang und breit elliptisch.

## Vorkommen und Standorte
Brunfelsia chocoensis kommt in einem abgegrenzten Gebiet im nördlichen Teil des kolumbianischen Departamento del Chocó, in einem niedrig liegenden Tal des Río Atrato vor. Das Gebiet grenzt im Westen an Serranía de Baudo und Serranía de Abibe im Osten. Im Norden erstreckt sich das Areal bis über die panamaische Grenze nach Cerro Pirre.
Zwar wird angenommen, dass weitere Sammlungen zeigen könnten, dass die Art ein größeres Areal einnimmt, trotzdem scheint sie ein Endemit sumpfiger Wälder in Höhenlagen von 50 bis 200 m zu sein.